# 福田一
福田一（日语：／ Fukuda Hajime，1902年4月1日—1997年9月2日），日本政治人物，自由民主黨黨員。曾歷任法務大臣、眾議院議長、北海道開發廳長官等職。

## 荣誉

### 日本勋章奖章
- 勋一等旭日桐花大绶章（1984年11月3日）

### 外国勋章奖章
- 天主教伊莎贝尔女王大十字勋章（西班牙语：Orden de Isabel la Católica）（西班牙，1980年10月23日批准[1]）：西班牙国王胡安·卡洛斯一世于1980年10月27日至31日对日本进行国事访问[2]。
- 意大利共和国功绩骑士大十字勋章（義大利語：Ordine al merito della Repubblica Italiana）（ 意大利，1982年3月9日公布[3]）：意大利总统佩尔蒂尼于1982年3月9日至15日对日本进行国事访问[4]。